# Burgruine Enzberg
Die Burgruine Enzberg ist die Ruine einer Burg in dem Ortsteil Enzberg der Gemeinde Mühlacker im Enzkreis in Baden-Württemberg.

## Geschichte

### Gründung der Burg Enzberg im 11. Jahrhundert
Die Gründung der Burg Enzberg geht auf das Adelsgeschlecht derer von Zeisolf-Wolfram zurück. Die Familie herrschte als Grafen über mehrere Bezirke in der Kraichgau-Region. Urkundlich erwähnt wird ein Graf Wolfram, welcher Mitte des 11. Jahrhunderts unter anderem über „Enzeberch“ herrschte, womit wahrscheinlich der Enzgau als Grafschaft bezeichnet und weswegen die Burg Enzberg als einstige Hauptburg des Enzgau-Bezirks betrachtet wurde. Die Gründung des Dorfes Enzberg dürfte ebenfalls auf Mitglieder derer von Zeisolf-Wolframe zurückgehen und diente wohl ursprünglich zur Versorgung der Burgbewohner.

### Ersterwähnung von Burg und Adel ab 12. Jahrhundert
Die Ersterwähnung der Burg fand 1193 stand, worin der Erzbischof Johannes von Trier sie vom Grafen von Calw erwarb und sie als Lehen wieder zurückgab.
Die erste urkundlich belegte Nennung eines Adelsgeschlechts, welches sich nach der Burg nannte, war der zwischen 1193 und 1197 erwähnte „Friedrich von Entzenberg“. Ob dieser den seit 1236 bezeugten Herren von Enzberg angehörte oder einem Ministerialengeschlecht Triers oder derer von Calw, ist nicht bekannt. Die Herren von Enzberg selbst waren mit den Herren von Niefern sowie den Herren von Dürrmenz verwandt, welche alle drei einen Fingerring im Wappen führen. Da die Burg Enzberg die größte der näheren Umgebung darstellte, könnte es sich bei dem Enzberger Zweig um die Hauptlinie handeln. Der erste belegte Vertreter dieser Familie stellt Heinrich von Enzberg dar, welcher als Schirmer (Schirmherr) des Klosters Maulbronn das Amt des Vogts von Maulbronn innehatte. Nachfolgend übten die Herren von Enzberg dieses Amt mehrmals aus, allerdings kam es immer wieder zu Streitigkeiten mit dem Kloster über die aus dem Amt resultierenden Rechte.

### Markgrafen von Baden, Grafen von Württemberg, der Pfalzgraf und die Fehde mit dem Kloster Maulbronn
Ab 1321 erwarben die Markgrafen von Baden und die Grafen von Württemberg Anteile und des Weiteren der Pfalzgraf ein Öffnungsrecht an der Burg. Im Jahre 1384 gingen die Herren von Enzberg in einer Fehde gegen das Kloster Maulbronn gewaltsam vor. Der damalige Schutzherr Ruprecht von der Pfalz ließ daraufhin die Burg mit Verbündeten belagern und nach deren Einnahme zerstören. Hierbei dürfte wohl auch die in den Jahren zwischen 1311 und 1374 urkundlich erwähnte Stadt Enzberg der Strafaktion zum Opfer gefallen sein, deren Stadtmauerruinen und -gräben vermutlich bis ins 19. Jahrhundert erkennbar waren.

### Heutige Nutzung
Die Burg besaß eine Regenwasserzisterne, die zur Versorgung der Stadt Enzberg gebaut wurde und in Gestalt eines kleinen Hauses dient diese alte Zisterne heute als Wasserspeicher; der Brunnenschacht erfährt bis heute die Nutzung durch die Wasserpumpe.

## Beschreibung
Von der ehemaligen Burganlage, die im Ort eingebunden war, zeigen sich noch bis zu zwei Meter hohe Mauern im Ortsbereich. Die Burg verfügte über zahlreiche Gebäude, deren Fundamente noch zu erkennen sind, gesichert durch zwei Wehrmauern mit dazwischenliegendem Zwinger und innerem Burggraben. Weiter findet sich noch der Rundbogen eines Türsturzes und ein verschütteter Gewölbezugang.